# چالیک انرژی
چالیک انرژی (انگلیسی: Çalık Enerji) شرکت برق ترکیه‌ای است، که در سال ۱۹۹۸ توسط شرکت چالیک هلدینگ تأسیس شد.